# Macrolophus mimuli
Macrolophus mimuli är en insektsart som beskrevs av Knight 1968. Macrolophus mimuli ingår i släktet Macrolophus och familjen ängsskinnbaggar. Inga underarter finns listade i Catalogue of Life.